# Teoria acido-base di Brønsted-Lowry
La teoria di Brønsted-Lowry è una teoria sulle reazioni acido-base formulata nel 1923 da Johannes Nicolaus Brønsted e Thomas Martin Lowry.
Secondo Brønsted e Lowry, un acido è una specie chimica capace di donare uno ione H+ ad un'altra specie chimica; similmente, una base è una specie chimica capace di accettare uno ione H+ da un'altra specie chimica.

## Definizione di acidi e basi
Nella teoria di Arrhenius gli acidi sono definiti come sostanze che, sciolte in acqua, liberano ioni H+ (ioni idrogeno). Le basi, invece, sono tutte quelle sostanze che, in soluzione acquosa, liberano ioni OH- (ioni idrossido).
Nel 1923 il chimico danese Johannes Nicolaus Brønsted e l'inglese Thomas Martin Lowry elaborarono indipendentemente l'uno dall'altro una teoria più generale, che tuttora porta i loro nomi. Nella teoria di Brønsted–Lowry, gli acidi e le basi sono definiti in base a come reagiscono l'uno con l'altro. La definizione viene proposta sotto forma di formula:
acido + base  base coniugata + acido coniugato.
Nel caso di un generico acido HA, l'equazione può essere scritta come:
HA + B  A− + HB+
La reazione presenta una doppia freccia che sta ad indicare una situazione di equilibrio chimico. L'acido, HA, può donare un protone e convertirsi nella corrispondente base coniugata, A−. Analogamente la base, B, accettando il protone si trasforma nel suo acido coniugato, HB+.

## Esempio

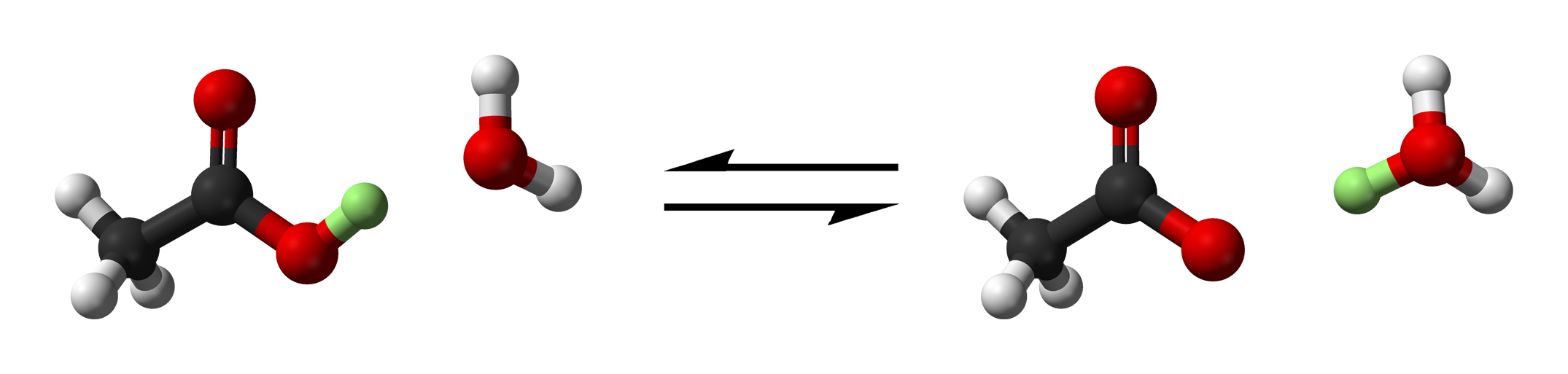
L'acido acetico (un acido debole) protona l'acqua, restituendo uno ione idronio ed uno ione acetato.

Consideriamo la seguente reazione acido-base:
CH3COOH + H2O  CH3COO- + H3O+
L'acido acetico, CH3COOH, si comporta da acido in quanto trasferisce un protone all'acqua (H2O) e si converte nella sua base coniugata, lo ione acetato (CH3COO-). Analogamente, H2O è una base poiché accetta il protone da CH3COOH e si trasforma nel suo acido coniugato, lo ione idronio (H3O+).
Ricordiamo che l'inversa di una reazione acido-base è anch'essa una reazione acido-base. A titolo di esempio, consideriamo la reazione inversa dell'esempio succitato, dove la base è lo ione acetato, mentre l'acido è lo ione idronio:
CH3COO- + H3O+ CH3COOH + H2O

## Sostanze anfiprotiche

La natura anfiprotica dell'acqua

Il punto fermo di questa teoria è che una sostanza si comporta come acido soltanto quando è in presenza di una sostanza capace di comportarsi come base nei suoi confronti e viceversa. La definizione di Brønsted e Lowry introduce pertanto il concetto di complementarità tra acido e base, dato che una sostanza ha bisogno della presenza dell'altra per manifestare il proprio comportamento acido o basico.
Vi sono, tuttavia, alcune specie chimiche che sono in grado sia di accettare che di donare protoni, potendo quindi essere classificate sia come acido che come base: in questi casi, si parla di sostanze anfiprotiche (anfotere), o anche di anfoliti. Nell'immagine a lato viene raffigurata una reazione dove una molecola di H2O si comporta da base accettando un H+ e convertendosi in H3O+, mentre l'altra specie agisce da acido, donando un H+ e trasformandosi in OH-.
Un'altra specie chimica anfiprotica è l'idrossido di alluminio, Al(OH)3.
Al(OH)3 + OH−  Al(OH)4− , comportandosi da acido
3H+ + Al(OH)3  3H2O + Al3+(aq), comportandosi da base